# Nepukalka vzplývající
Nepukalka vzplývající (Salvinia natans), známá také jako nepukalka plovoucí či nepukalka vzplývavá je plovoucí jednoletá vodní kapradina.

## Botanický popis

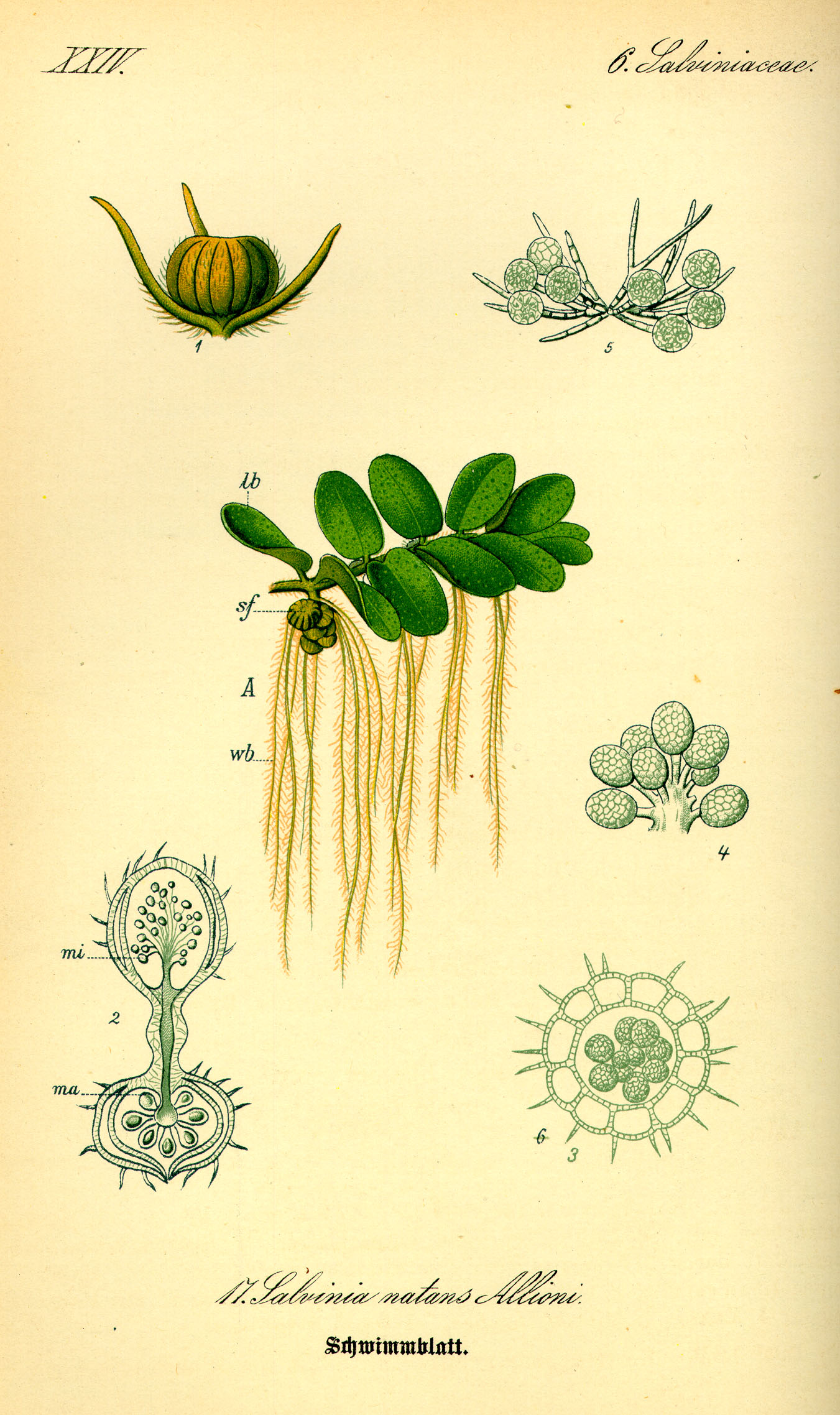
Botanická ilustrace nepukalky vzplývající

Lodyhy má tenké, málo větvené. Listy nepukalky jsou vstřícné, krátce stopkaté, žilkované, široce elipsovité a splývající na hladině. Mají hráškově zelenou barvu, ale mohou být i částečně načervenalé, jsou celistvookrajové nebo na vrcholu vykrojené. Spodní strana listu je hustě chlupatá, svrchní strana s drobnými papilkami 0,2 -0,8 mm dlouhými uspořádanými do řad mezi žilkami. Na bázi ponořených úkrojků najdeme 3 – 8 krátce stopkatých sporokarpů, které se tvoří v měsících srpnu a září (zrání výtrusů - „doba květu“). V nich jsou buď velmi četná mikrosporangia na delších tenkých stopkách nebo malý počet megasporangií na kratších tlustých stopkách. Kořínky rostliny jsou metamorfované třetí listy. Ve volné přírodě tato kapradina tvoří rozsáhlé polštáře na hladině.

## Rozšíření a ekologie
Je rozšířena v Alžírsku, severozápadním Španělsku, na severu Itálie a Balkánského poloostrova až po střední Evropu a jižní část evropského Ruska. V Asii se vyskytuje od kaspické oblasti a Malé Asie po Japonsko a Indonésii.
V ČR je původní pouze na severovýchodní Moravě, na Ostravsku. Dříve rostla i na Opavsku a u Hustopečí nad Bečvou. Nachází se v Česku jen druhotně a ojedinělé lokality v Čechách nejsou původní. Na Slovensku roste vzácně na Podunajské nížině a Východoslovenské nížině.
Co se týká biotopů, vyskytuje se ve stojatých vodách (rybníky, mrtvá ramena, tůně) a na okrajích rákosin. Vyžaduje klidné vody. Přechodně dokáže přežít na mokrých a bahnitých dnech. Je rozšiřována vodou nebo pomocí živočichů.

## Ochrana
Nepukalka vzplývající je v České republice zařazena mezi silně ohrožené druhy naší květeny (C2, vyhláška č.395/1992 Sb.), avšak ve znění vyhlášky 175/2006 Sb. se druh řadí do kategorie kriticky ohrožené druhy (§1). Její stanoviště jsou ohrožena především odvodňováním.

## Využití a zajímavosti
Nepukalka vzplývající je jediným druhem z čeledi nepukalkovitých, který se vyskytuje v Česku. Je běžně využívána jako dekorativní plovoucí rostlina do akvárií, pro úkryty potěru či stavbu hnízd akvarijních ryb labyrintek. Jinak asi 12 druhů z čeledi nepukalkovitých jsou rozšířené především v tropických oblastech světa. V jihovýchodní Asii je nepukalka vzplývající plevelem rýžových polí. Má totiž schopnost zarůstat velké plochy vodní hladiny.